# John-Patrick Strauß
John-Patrick Strauß (Wetzlar, 28 gennaio 1996) è un calciatore tedesco naturalizzato filippino, centrocampista del Muangthong Utd e della nazionale filippina.

## Carriera

### Club
Ha giocato nella seconda divisione tedesca con l'Erzgebirge Aue.

### Nazionale
In possesso della cittadinanza filippina grazie alle origini della madre, nel settembre del 2018 è stato convocato per la prima volta con la nazionale asiatica, esordendo nell’amichevole del 13 ottobre seguente pareggiata per 1-1 contro l'Oman.

## Statistiche

### Cronologia presenze e reti in nazionale
| Cronologia completa delle presenze e delle reti in nazionale ― Filippine | Cronologia completa delle presenze e delle reti in nazionale ― Filippine | Cronologia completa delle presenze e delle reti in nazionale ― Filippine | Cronologia completa delle presenze e delle reti in nazionale ― Filippine | Cronologia completa delle presenze e delle reti in nazionale ― Filippine | Cronologia completa delle presenze e delle reti in nazionale ― Filippine | Cronologia completa delle presenze e delle reti in nazionale ― Filippine | Cronologia completa delle presenze e delle reti in nazionale ― Filippine |
| Data                                                                     | Città                                                                    | In casa                                                                  | Risultato                                                                | Ospiti                                                                   | Competizione                                                             | Reti                                                                     | Note                                                                     |
| ------------------------------------------------------------------------ | ------------------------------------------------------------------------ | ------------------------------------------------------------------------ | ------------------------------------------------------------------------ | ------------------------------------------------------------------------ | ------------------------------------------------------------------------ | ------------------------------------------------------------------------ | ------------------------------------------------------------------------ |
| 13-10-2018                                                               | Doha                                                                     | Filippine                                                                | 1 – 1                                                                    | Oman                                                                     | Amichevole                                                               | -                                                                        | 67’                                                                      |
| 7-1-2019                                                                 | Dubai                                                                    | Corea del Sud                                                            | 1 – 0                                                                    | Filippine                                                                | Coppa d'Asia 2019 - 1º turno                                             | -                                                                        | 89’                                                                      |
| 11-1-2019                                                                | Abu Dhabi                                                                | Filippine                                                                | 0 – 3                                                                    | Cina                                                                     | Coppa d'Asia 2019 - 1º turno                                             | -                                                                        | 85’                                                                      |
| Totale                                                                   |                                                                          | Presenze                                                                 | 3                                                                        |                                                                          | Reti                                                                     | 0                                                                        |                                                                          |